# Aphanius stiassnyae
Aphanius stiassnyae és una espècie de peix pertanyent a la família dels ciprinodòntids.

## Descripció
- Pot arribar a fer 7,7 cm de llargària màxima.
- 9 radis tous a l'aleta dorsal i 11 a l'anal.
- 26 vèrtebres.
- Mandíbula inferior en posició força cap amunt (gairebé perpendicular a l'eix del cos).[5][6]

## Hàbitat
És un peix d'aigua dolça, bentopelàgic i de clima tropical.

## Distribució geogràfica
Es troba a Àfrica: el llac Afrera (Etiòpia).

## Observacions
És inofensiu per als humans.